# 西川正雄
西川 正雄（にしかわ まさお、1933年7月15日 - 2008年1月28日）は、西洋史学者、東京大学名誉教授。ヨーロッパ近現代史、とくに社会主義運動、そして世界史教育が専門。父は西川正身。

## 来歴・人物
1933年、東京生まれ。東京都立西高等学校卒業。1956年、東京大学文学部西洋史学科を卒業して同大学院に進む。1962年、博士課程中退して、同大学助手となる。1966年、東京女子大学助教授となる。1968年には東京大学教養学部助教授となり、1982年より教授。1994年定年退官、名誉教授となる。その後は専修大学教授、文学部長を務めた。
1989年から1994年まで歴史学研究会委員長。三省堂の高校世界史教科書を編集、執筆。また、日本と韓国の歴史学の交流にも尽力した。

## 受賞・栄典
- 1985年：ヴィクトル・アードラー国家賞受賞。

## 著書

### 単著
- 『初期社会主義運動と万国社会党――点と線に関する覚書』（未來社, 1985年）
- 『第一次世界大戦と社会主義者たち』（岩波書店, 1989年）
- 『現代史の読みかた』（平凡社, 1997年）
- 『社会主義インターナショナルの群像 1914-1923』（岩波書店, 2007年）
- 『歴史学の醍醐味』伊集院立・小沢弘明・日暮美奈子編（日本経済評論社, 2010年）

### 共著
- （富永幸生・鹿毛達雄・下村由一）『ファシズムとコミンテルン』（東京大学出版会, 1978年）
- （南塚信吾）『「ビジュアル版」世界の歴史（18）帝国主義の時代』（講談社, 1986年）
- （松村赳・山口定）『地域からの世界史（14）西ヨーロッパ（下）』（朝日新聞社, 1993年）
- （松村高夫・石原俊時）『これからの世界史（10）もう一つの選択肢――社会民主主義の苦渋の歴史』（平凡社, 1995年）

### 編著
- 『ドイツ史研究入門』（東京大学出版会, 1984年）
- 『自国史を越えた歴史教育』（三省堂, 1992年）
- 『もっと知りたいドイツ』（弘文堂, 1992年）

### 共編著
- （大下尚一・服部春彦・望田幸男）『西洋の歴史――近現代編』（ミネルヴァ書房, 1988年／増補版, 1998年）
- （小谷汪之）『現代歴史学入門』（東京大学出版会, 1987年）
- （阿部謹也・川北稔・佐藤彰一・高橋昌明・南塚信吾・安井三吉・湯川武・小谷汪之）『角川世界史辞典』（角川書店, 2001年）
- （ピエール・スイリ, 近江吉明）『歴史におけるデモクラシーと集会――日仏学術シンポジウムの記録』（専修大学出版局, 2003年）
- （青木美智男）『近代社会の諸相――個・地域・国家』（ゆまに書房, 2005年）

### 訳書
- G・W・F・ハルガルテン『帝国主義と現代』（未來社, 1967年／新装版, 1985年）
- G・W・F・ハルガルテン『独裁者――紀元前600年以降の圧政の原因と形態』（岩波書店, 1967年）